# Цукровий Кремль
«Цукровий Кремль» — збірка з 15 антиутопічних оповідань російського письменника Володимира Сорокіна, видана в 2008 році. Перше видання позиціонувало «Цукровий Кремль» як роман в оповіданнях. У 2010 вийшов переклад українською Сашка Ушкалова.

## Світ книги
Дія оповідань відбувається в тому ж вигаданому світі, що і дія попередньої книги Сорокіна «День опричника». Завдяки однаковості місця й часу дії обидві книги можна об'єднати в дилогію. Саме як дилогія ці два твори було номіновано на літературну премію «Велика книга» у 2009 році.
Герої деяких з оповідань ті ж самі, що й у «День опричника»: кат Шка Іванов та режисер Федір Лисий на прізвисько «Федя-З'їв-Медведя», а в заключному оповіданні «Опала» фігурує головний герой «Дня опричника» Андрій Комяга.
Дія обох книг відбувається в Російській Державі в середині XXI століття, після Червоної, Білої і Сірої смут. Вигадана Росія за устроєм самодержавна, життя гранично регламентоване: усі товари (для простолюду) — лише російські, вибір є лише з двох найменувань будь-якого товару, а номенклатура все ж може купувати товари китайського виробництва.
Детальна регламентація повсякденного життя нагадує сорокинську сатиру «Черга» (1983). Водночас ритуальна обов'язковість багатьох дій пародіює урочисті заходи радянських часів.

## Мова та стиль
Володимир Сорокін не пояснює читачеві, що відбувається в його творах, а створює антиутопічний світ, до якого вміщує. Мова оповідань нарочито архаїчна й містить відсилання до Московського царства (використовуються такі слова, як «челядь», «сотник», «таємний наказ» і «торговий наказ»). Водночас поєднання подробиць, характерних для минулого і сьогодення (кінематограф, інтернет, телебачення), задає сатиричну тональність дилогії. Сам Сорокін коментував так:
|  | У «Цукровому Кремлі» я хотів показати ярмарку, натовп, який прийшов у балаган повеселитись, купити щось, тому намагався відтворити оцей ярмарковий стиль і дух. «Цукровий Кремль» — це певною мірою доповнення «Дня опричника», але ця книга зовсім інша, будемо казати — більш літературна. |

Разом з тим є й відмінності. Друга книга більш саркастична, ніж сатирична, мова менш стилізована під старовину, а загальна стилістика більш пародійна. В кожному оповіданні збірки імітується певний відомий і легко впізнаваний текст. Приклади:
- «Марфушина радість»: текст написаний в стилі святочного оповідання. В оповіданні з'являється образ Цукрового Кремля, який також зустрічається у всіх оповіданнях збірки[3].
- Оповідання «Каліки» імітує етнографічний нарис Сергія Максимова «Бродяча Русь Христа ради», розподілом героїв на сліпих і зрячих кінець цього оповідання відсилає до фіналу п'єси Моріса Метерлінка «Сліпі». При цьому діалоги героїв будуються за законами класичної реалістичної п'єси[3].
- «Кочерга»: оповідання написане в стилістиці романів Юліана Семенова, проте центральний діалог між капітаном Севастьяновим і заарештованим Смирновим відсилає до сцен з роману Анатолія Рибакова «Діти Арбата». Пародійний характер оповідання підкреслюється прихованими цитатами з радянських пісень — «Чи хочуть росіяни війни»[ru] і «Незримий бій» — головної теми телесеріалу «Слідство ведуть Знатокі». Вставлена притча імітує оповідання письменника Євгена Пермяка, після неї відбувається зниження тональності і стиль стає схожим на твори Василя Ардаматського[3].
- В оповіданні «Сон» простежується пародіювання як Михайла Булгакова, так і містичної прози Володимира Орлова, незважаючи на зовнішню схожість з першим романом дилогії — «День опричника».
- Оповідання «Харчування» — пряма пародія на «Один день Івана Денисовича» О. Солженіцина.
- Головний герой оповідання «Петрушка» — блазень государя, нагадує героя оповідання Миколи Лєскова «Тупейний художник»[ru][3].
- «Кабак»: оповідання в стилістиці книги нарисів Михайла Пижова «Москва шинкарська», присвячена питним закладам Москви — збережені навіть характерні для неї довгі перерахування. При цьому, однак, в оповіданні безліч натяків на сучасні реалії Росії — в ньому діють силач Меведко, фокусники Пу і Тін, двірник Лужковець, артист Гришка Вец. Поетичні фрагменти подані в різній стилістиці — від духовних віршів до репу[3].
- «Черга» пародіює більш ранні твори Володимира Сорокіна. Пародійність посилюється і підкреслюється тим, що в фіналі оповідання герої домовляються про побачення[3].
- «Лист»: оповідання, написане у формі листа героїні сестрі, яка живе в Хабаровську. Незважаючи на те, що й сама героїня й її сестра живуть добре, лист написано в стилі голосіння за померлим і це підкреслює, що героїня не відчуває ніяких почуттів. Вказує на це і відверте зізнання автора у використанні оборотів з письмовника[ru][3].
- «Опала»: оповідання є прямим продовженням роману «День опричника» — в ньому головний герой роману Андрій Комяга гине в ході палацового перевороту. Крім автопародії, оповідання побудоване на прихованому цитуванні пісні Булата Окуджави «Не пропонуй меж вічних» («Не предлагай пределов вечных»)[3].

## Презентації в Україні
У 2008 році Володимир Сорокін презентував переклад твору українською в авторському турі містами України (Львів, Чернівці, Київ, Камянець-Подільський).